# Yu Jin
Yu Jin († 221) war ein chinesischer General der späten Han-Dynastie und zur Zeit der Drei Reiche.

## Leben
Yu Jin stammte aus Juping im heutigen Shandong. 184 schloss er sich zunächst den Regierungstruppen von Yanzhou gegen den Aufstand der Gelben Turbane an. Als Cao Cao Yanzhou 193 einnahm, unterwarf sich Yu Jin ihm und wurde dem General Wang Lang unterstellt. Dieser war von seinem Talent so beeindruckt, dass er Yu Jin seinem Herrn als Kommandanten vorschlug. Yu Jin spielte eine wesentliche Rolle bei den Feldzügen gegen Tao Qian in Xuzhou, Lü Bu in Puyang und gegen die verbliebenen Truppen der Gelben Turbane.
197 verlor Cao Cao die Schlacht von Wan gegen Zhang Xiu und zog sich nach Wuyin zurück. Daraufhin schlug Yu Jin mit einigen hundert Männern die Verfolger zurück. Vor Wuyin fielen ihm ein Dutzend verletzter und nackter Männer auf, die von der Qingzhou-Armee ausgeraubt worden waren. Die Qingzhou-Armee bestand aus Rebellen des Gelben Turbans, die sich Cao Cao in Qingzhou ergeben hatten. Als Yu Jin die Banditen angriff, wandten diese sich an Cao Cao und klagten Yu Jin des Verrats an.
In Wuyin erstattete Yu Jin seinem Herrn zunächst keinen Bericht, sondern stellte ein Lager gegen die Truppen des Zhang Xiu auf, von denen sie verfolgt wurden. Als er von den Anklagen der Banditen vor Cao Cao hörte, kümmerte er sich nicht darum und vertraute auf die Weisheit seines Herrn. Erst nachdem das Lager fertiggestellt war, ersuchte er um eine Audienz mit Cao Cao und erklärte ihm den Vorfall. Dieser war sehr zufrieden mit den Führungsqualitäten seines Generals.
Nach Cao Caos Sieg über Yuan Shao in der Schlacht von Guandu (200) wurde Yu Jin stellvertretender General. Er schlug einige Jahre darauf die Rebellion des lokalen Warlords Chang Xi nieder, ließ ihn jedoch wegen ihrer Freundschaft entkommen. Cao Cao respektierte dies und ernannte ihn später zum „General der Tigerstärke“ (虎威将军).
Im Jahr 219 belagerte Guan Yu Cao Ren im Fan-Schloss. Yu Jin, der inzwischen „Linker General“ (左将军) geworden war, sollte ihm zusammen mit Pang De Ersatztruppen bringen. Guan Yus Taktik, den Han-Fluss zu stauen und in das Schloss umzuleiten, zwang die beiden, sich zurückzuziehen. Sie wurden von Guan Yu eingeholt und Yu Jin ergab sich ihm. Pang De dagegen weigerte sich, wurde gefangen genommen und später exekutiert. Cao Cao war unzufrieden mit Yu Jin.
Sun Quan, der Herr von Wu, behielt Yu Jin, als er im selben Jahr Guan Yu besiegte. Nach dem Tod Cao Caos 220 ließ er Yu Jin zu den Wei (unter Cao Pi) zurückkehren, wo er als „General, der die Grenzen befriedete“ (安远将军) wiedereingesetzt wurde. Zunächst aber sollte Yu Jin nach Ye reisen, um Cao Cao an seinem Grab die Ehre zu erweisen. Dort fand er Künstler, die Szenen aus der Schlacht um das Fan-Schloss an die Wände malten. In den Bildern unterwarf sich Yu Jin dem siegreichen Guan Yu. Dies bereute Yu Jin so sehr, dass er krank wurde und bald starb.